# حافظه توزیع‌شده

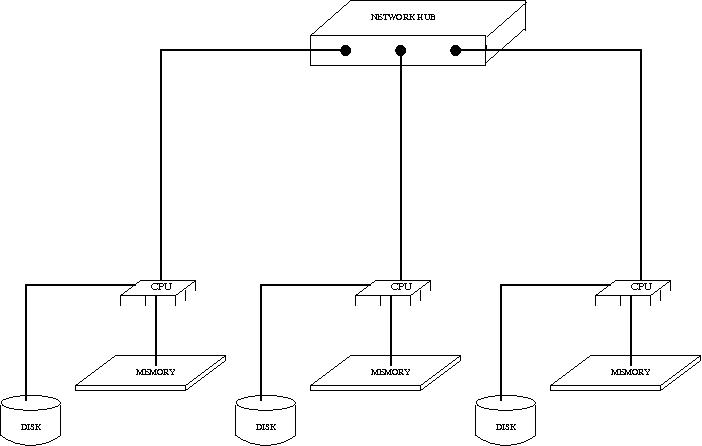
نمایشی از یک سیستم حافظه توزیع‌شده بین سه رایانه

در رایانش، حافظه توزیع‌شده اشاره به سیستم رایانه‌ای چند پردازشگری دارد که در آن هر پردازنده، حافظهٔ مختص خود را دارد. عملیات‌های محاسباتی فقط می‌توانند بر روی داده‌های محلی انجام شوند، و اگر داده‌ای دور مورد نیاز بود، عملیات محاسباتی با پردازنده‌ای دور ارتباط برقرار خواهد کرد. در مقایسه، حافظه مشترک چندپردازشی یک فضای حافظه را در اختیار تمام پردازنده‌ها قرار می‌دهد. لازم نیست که پردازنده‌ها بداند که داده‌ها کجا مستقر شده‌اند، مگر آنکه خطای عملیاتی رخ دهد.